# Euphorbia decidua
Euphorbia decidua är en törelväxtart som beskrevs av Peter René Oscar Bally och Leslie Larry Charles Leach. Euphorbia decidua ingår i släktet törlar, och familjen törelväxter. Inga underarter finns listade i Catalogue of Life.

## Bildgalleri

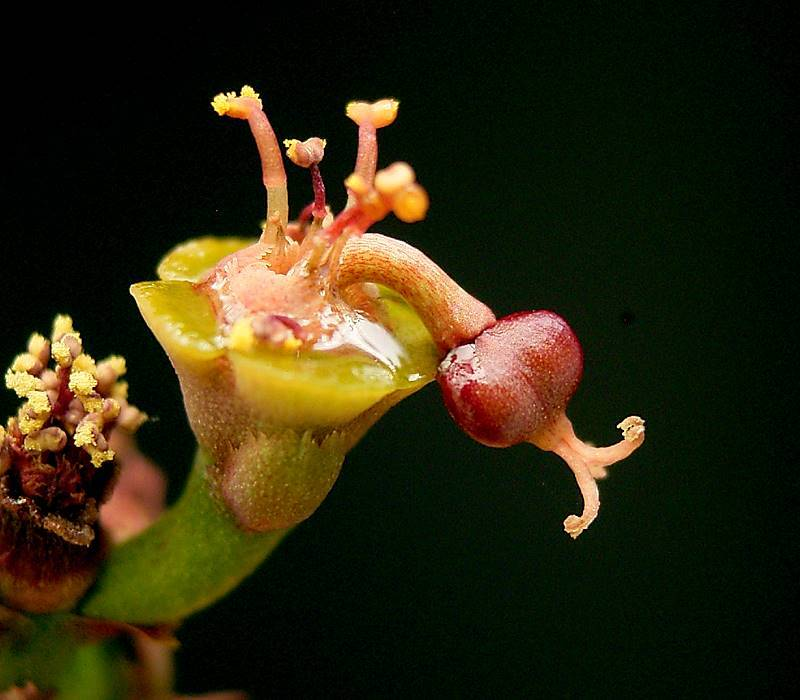